# 三井住友銀行横浜支店
三井住友銀行横浜支店（みついすみともぎんこう よこはましてん）は、神奈川県横浜市中区本町4丁目に所在する建築物。1931年（昭和6年）の竣工で老朽化が著しいことから、低層部に旧建物を復元した形で建て直すことになり、2024年（令和6年）10月下旬、約400メートルほど離れた「横浜ベイサイドビルディング」に仮移転した。新ビルは2028年（令和10年）3月の竣工を目指す。支店コードは588。

## 歴史
本町通り沿いに1931年、三井銀行横浜支店として建設された。設計はアメリカのトロウブリッジ・アンド・リビングストン建築設計事務所。同事務所は、東京の三井本館（1929年竣工）や、同行の大阪府大阪市の旧川口支店・旧船場支店、愛知県名古屋市の上前津支店などの設計を手掛けた。しかし、横浜支店が解体されるため、建築当時のまま三井住友銀行の店舗として営業しているのは上前津支店のみとなった。
本町通り周辺は「ハマのウォール街」と呼ばれ、神奈川県立歴史博物館（旧横浜正金銀行）や損保ジャパン横浜馬車道ビル（旧川崎銀行）、ラ・バンク・ド・ロア（旧露亜銀行）、旧富士銀行横浜支店などの昭和初期に建てられた銀行建築があるが、令和の時代まで現役で銀行店舗として使用されたのはこの建物だけである。

## 建築
正面に4本、側面に2本のイオニア式の柱が特徴で、縦に溝が彫られた円柱と、柱頭に渦巻状の装飾が乗る。内部はコリント式の柱列が吹き抜けの天井を支える。軒には40cmの庇が張り出し、上部窓の下の壁面には帯状にギリシア雷文が彫られている。外壁は2～3年ごとにサンドブラストで研磨され、美観が保たれている。細部の造形はアメリカより現物大の石膏模型が送られてきて、これに基づいて製作された。

### 建て替え
三井住友銀行では築90年が経過し老朽化が進んでいることから、低層部に現建物を復元した形で地下1階、地上16階建てのビルへの建て替えを計画した。しかしその後、建て替え規模が縮減されることになり、地下1階、地上8階建てに変更となった。これに伴い、外観デザインも一部変更される。
設計は日建設計が担当し、2025年6月の着工、2028年3月の竣工を目指す。完成後のビルは、1・2階を銀行店舗、3階以上を三井住友銀行グループの事務所として利用する。